# Großer Wurzelnberg
Der Große Wurzelnberg ist ein 625,8 m ü. NHN hoher Südausläufer des Gebirgskamms Auf dem Acker (Acker) im Mittelgebirge Harz. Er liegt nahe Sieber im gemeindefreien Gebiet Harz des Landkreises Göttingen in Niedersachsen.

## Geographische Lage
Der Große Wurzelnberg liegt im Oberharz im Naturpark Harz etwa 4 km nordöstlich von Sieber, einem Ortsteil von Herzberg am Harz. Er erhebt sich vom im benachbarten Nationalpark Harz gelegenen Acker als nach Süden ziehender Bergrücken, der die Wasserscheide zwischen Kleiner Kulmke im Westen und Großer Kulmke im Osten bildet. Im Osten über Süden bis Südwesten ist der Große Wurzelnberg von Teilen des Naturschutzgebiets Siebertal umschlossen. Etwa 770 m westnordwestlich befindet sich, jenseits des Tals der Kleinen Kulmke, der Gipfel des Kleinen Wurzelnbergs.

## Bewaldung
In der Zeit von 1596 bis 1732 waren die beiden Wurzelnberge mit Buchen und Fichten in kleinräumig wechselnden Anteilen bewachsen.